# Apresentador de televisão

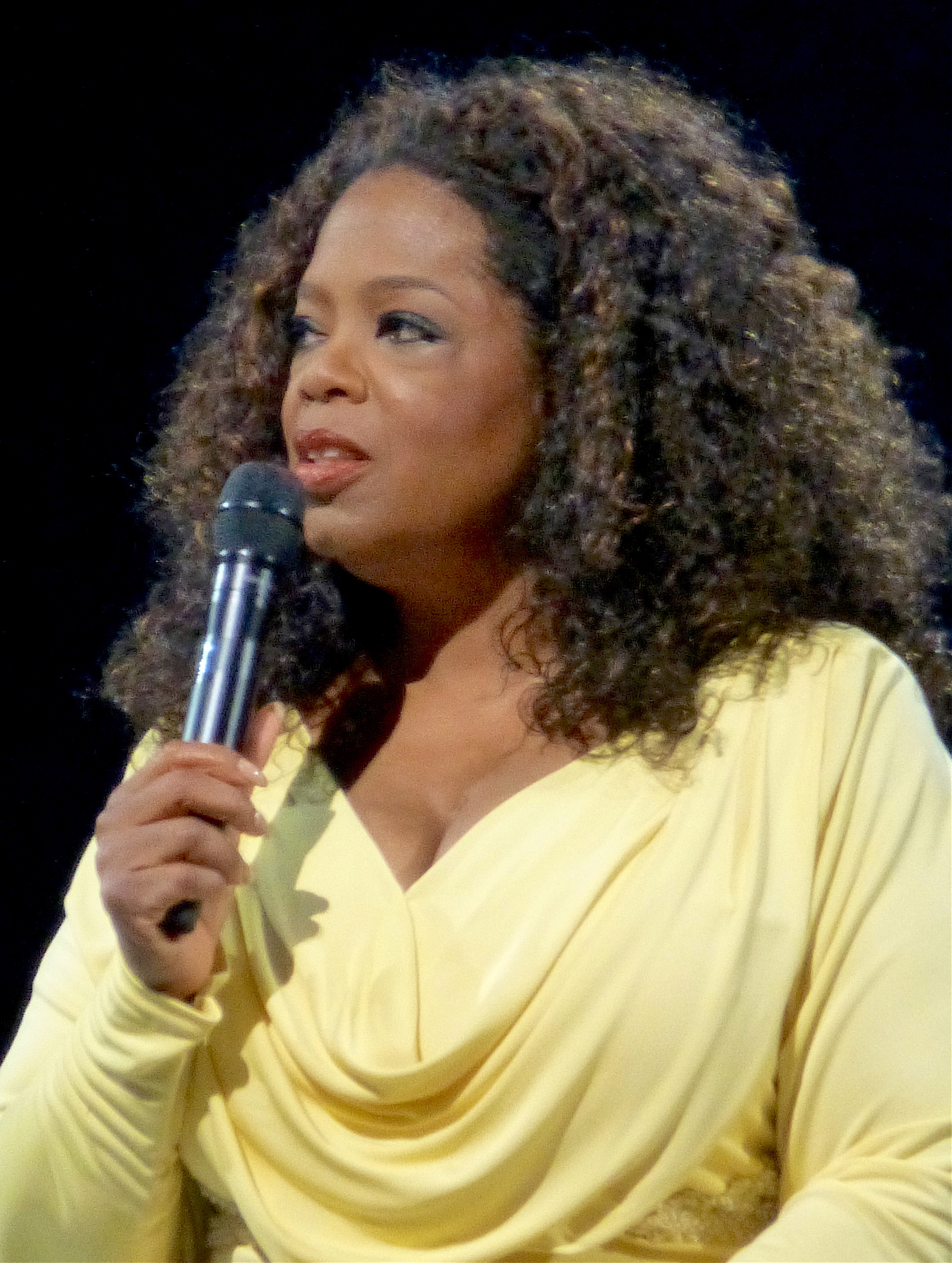
Oprah Winfrey, importante nome da TV dos Estados Unidos

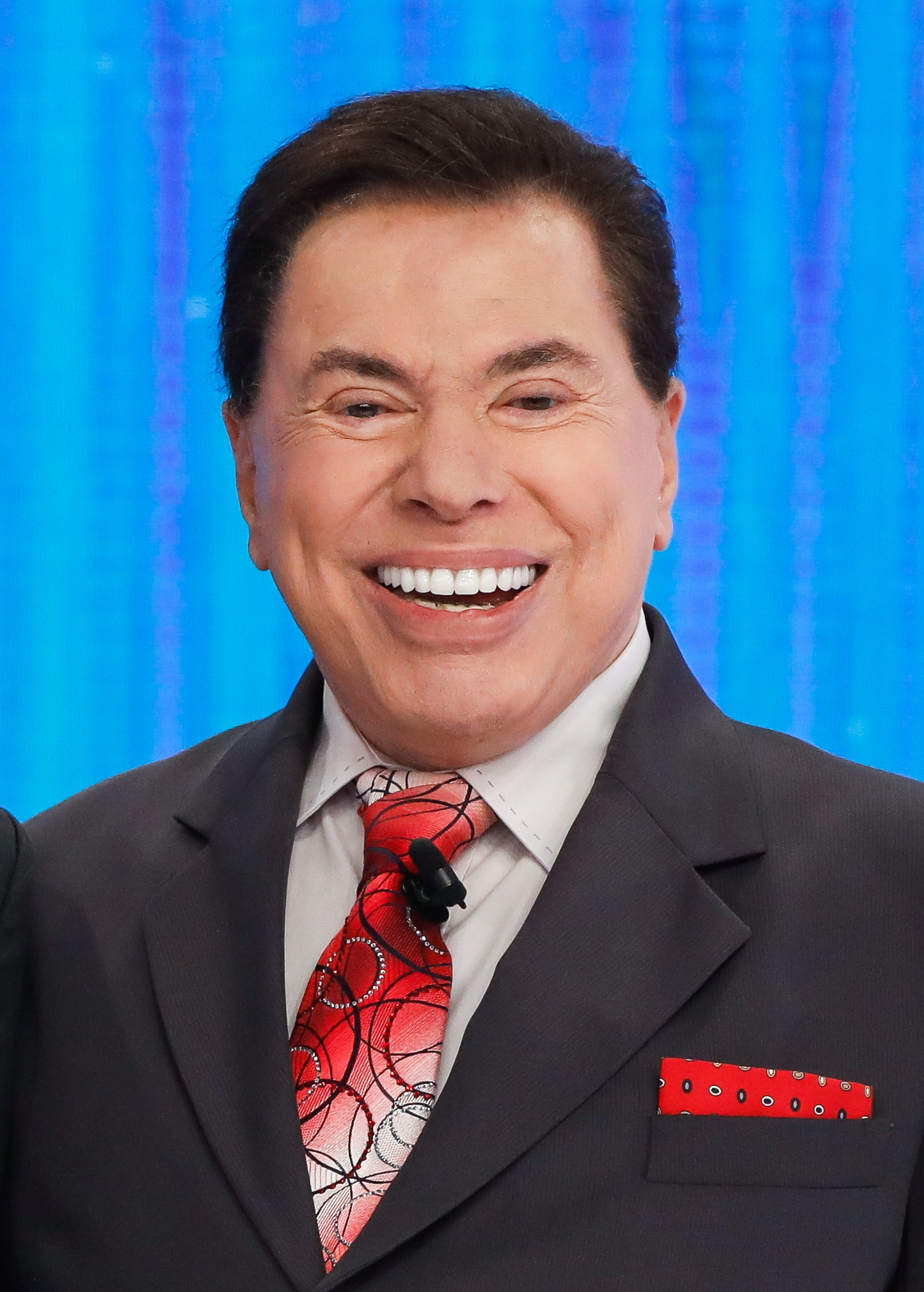
Silvio Santos, um dos mais icônicos apresentadores de TV do Brasil e antigo proprietário do SBT

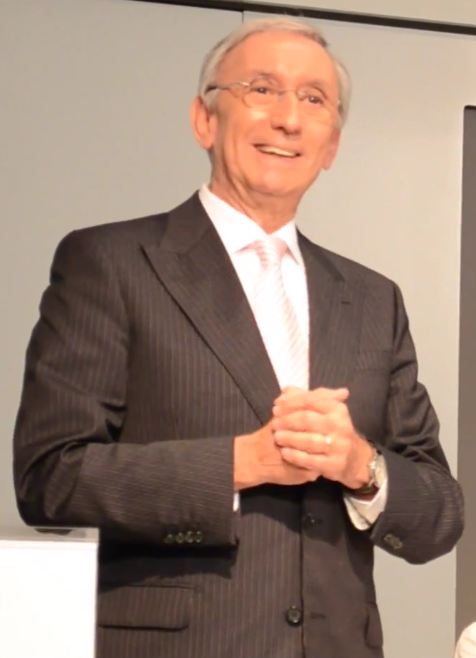
Júlio Isidro, apresentador de televisão português

Um apresentador é uma pessoa que introduz ou comanda um programa de televisão ou segmentos do mesmo. Hoje em dia, é comum que celebridades de outras áreas assumam esse papel, mas algumas pessoas fizeram seu nome unicamente dentro do campo da apresentação, tornando-se grandes personalidades da televisão.

## Funções
Em sua forma original, o papel do apresentador de televisão era essencial, clássico e extremamente formal, mas rapidamente se tornou um papel mais amplo, frequentemente sendo exercido por jornalistas, atores e divulgadores mais descontraídos. O papel do apresentador de televisão adquiriu cada vez mais prestígio e importância ao longo dos anos, e, com a popularização da televisão e decorrente ampliação do público, tornou-se cada vez mais empático, com a tarefa de representar tanto o público do programa como a rede de televisão na qual atua.
Alguns apresentadores podem se dividir como atores, modelos, músicos, comediantes, etc. Outros podem ser especialistas em determinado assunto, servindo como apresentadores de um programa sobre sua área de especialização (por exemplo, a jornalista brasileira especializada em economia Miriam Leitão, o famoso historiador português José Hermano Saraiva ou o chef bósnio naturalizado português Ljubomir Stanisic).
Algumas são celebridades que fizeram seu nome em uma área e, em seguida, aproveitam sua fama para se envolver em outras áreas. Exemplos deste último grupo incluem a cantora brasileira Karol Conka, que apresentou o programa Superbonita, destinado ao público feminino, e o comediante estadunidense Joe Rogan, que atua como comentarista e entrevistador pós-luta no UFC.

## Nomenclatura
Nos Estados Unidos e outros países anglófonos, tal pessoa é tipicamente chamada de host. No Brasil, de modo geral, são chamados simplesmente de apresentadores. No caso dos comandantes de programa de auditório, também podem ser conhecidos como animadores. No contexto dos noticiários de TV, eles são conhecidos como âncoras.